# Јонија
Јонија је била античка област на централној обали Анадолије у данашњој Турској, најближа Измиру, односно историјској Смирни. Састојала се од најсевернијих делова Јонске лиге коју су чинила грчка насеља. Никада није била јединствена држава, а име је добила по племену Јоњана који су у архајском периоду настанили обале и острва Егејског мора. Јонске државе су се идентификовале на традицији и коришћењу источногрчког дијалекта.
Ужа Јонија се састојала од уског обална појаса од Фокеје на северу крај ушћа реке Хермо (данас Гедиз), до Милета на југу крај ушћа реке Маеандер, те је такође укључивала острва Хиос и Самос. Граничила се са Еолијом на северу, Лидијом на истоку и Каријом на југу. Градови у тој регији су играли важну улогу у сукобу Персијског царства и Грка.
Према грчком предању, градове Јоније су основали колонисти с друге стране Егејског мора. Њихово насељавање се повезује с легендарном историјом јонског народа у Атици, односно с тиме да су колонисте водили Нелеј и Андрокло, синови Кодра, посљедњег краља Атине. У складу с тиме се „јонска миграција“, као што су је назвали каснији хронолози, датирала сточетрдесет година након тројанског рата, односно шездесет година након повратка Хераклида на Пелопонез.